# Újezdec (okres Svitavy)
Obec Újezdec se nachází v okrese Svitavy v Pardubickém kraji, zhruba 7,5 km západně od Litomyšle. Žije zde 124 obyvatel.

## Historie
První písemná zmínka o obci pochází z roku 1167.

## Pamětihodnosti
- Pamětní místo Růžový palouček
- Jilm v Újezdci, památný strom